# Werner Maser
Werner Maser (født 12. juli 1922 i Trjokhdvorka, Østpreussen, død 5. april 2007 i Speyer, Rheinland-Pfalz) var en tysk historiker, der især var kendt som ekspert i Adolf Hitler og Nazityskland.
Werner Maser var officer under 2. verdenskrig og blev som følge heraf efter krigen interneret i Sachsenhausen, den tidligere koncentrationslejr. Efter dette studerede han forskellige fag på flere universiteter, men det blev historie, der blev hans centrale fag. Han tog afgangseksamen i 1951 og fulgte det op med at blive dr.phil. tre år senere. 
Maser blev kendt som en grundig forsker og udgav i 1971 bogen Hitler: Legende, myte og virkelighed, der opnåede stor international anerkendelse. Det var også Maser, der i 1983 fastslog, at de såkaldte Hitler-dagbøger var et falsum. Han skrev flere bøger om nazismen i Tyskland, men udgav også en biografi om Helmut Kohl.